# Esther Lurie
Esther Lurie (née en 1913 ou 1914 et morte le 14 février 1998) est une dessinatrice israélienne.
Après avoir étudié la scénographie et le dessin en Belgique, puis immigré en Palestine en 1934, Lurie s'installe à Tel Aviv où elle commence sa carrière d'artiste. En 1941, alors qu'elle réside avec sa famille à Kaunas, en Lituanie, elle est déportée dans le ghetto de Kovno lors de l'occupation allemande du pays. Durant son emprisonnement, puis dans les camps de concentration de Stutthof et Leibitsch, elle continue de peindre et dessiner, à la fois sous la surveillance des Allemands et clandestinement.
À la fin de la guerre, en 1945, Lurie publie des reproductions de ses œuvres dans le carnet de croquis Jewesses in Slavery (Juives en esclavage). Ses croquis et aquarelles documentant l'Holocauste ont également fait partie du témoignage lors du procès d'Adolf Eichmann en 1961.
Elle reçoit le prix Dizengoff à deux reprises — la première fois en 1938, pour The Palestine Orchestra (L'Orchestre de Palestine), et de nouveau en 1946, pour Young Woman with the Yellow Patch (Jeune Fille à l'étoile jaune).

## Enfance et éducation
Née à Liepāja (Lettonie) en 1913, Lurie était l'une des cinq enfants d'une famille juive religieuse. Elle étudie au Ezra Gymnasium de Riga, une école hébraïque, et développe une fibre artistique dès l'âge de quinze ans. Elle continue d'affiner ses talents en étudiant la scénographie théâtrale à l'Institut des Arts Décoratifs de Bruxelles (plus tard connu sous le nom de La Cambre) et le dessin à l'Académie royale des beaux-arts d'Anvers de 1931 à 1934.

## Carrière

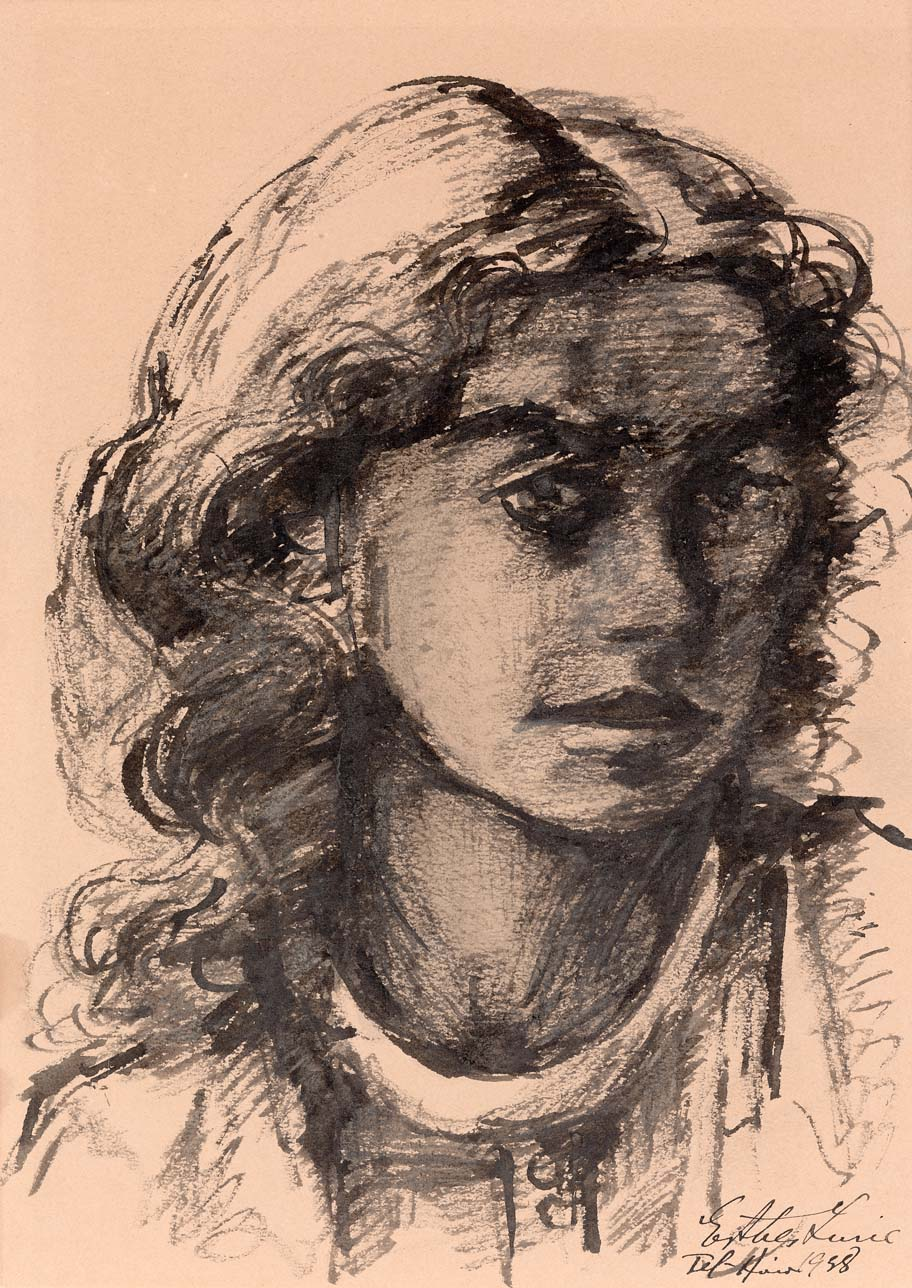
Autoportrait dessiné dans les années 1930

Lurie immigre en Palestine en 1934 avec sa famille. Elle peint alors des toiles pour le défilé Adloyada, la foire du Levant et le théâtre hébreu de Tel Aviv, en plus de dessiner, réalisant de nombreux portraits. Lurie se plait à représenter des musiciens et des danseurs dans ses œuvres. Elle dessine également des paysages de Palestine. Sa première exposition a lieu dans le Kibboutz de Geva en 1937.
Elle remporte le prix Dizengoff en 1938, pour l'Orchestre de Palestine, et est acceptée dans l'Association des peintres et sculpteurs de Palestine plus tard cette même année. Elle expose seule à Jérusalem et Haïfa, mais également à la Cosmopolitan Art Gallery de Tel Aviv en 1938. L'exposition comprenait Dancing, une peinture que les critiques d'art ont largement louée, soulignant son talent artistique prometteur.
À la fin de l'année 1938, elle retourne en Belgique pour poursuivre ses études à l'Académie des Beaux-Arts d'Anvers. Elle déménage ensuite en Lituanie à Kaunas pour aider sa sœur Mouta et le fils de Mouta, Reuben. Elle expose ses œuvres à plusieurs reprises avant l'invasion allemande de la Lituanie en juin 1941,. Lors d'une exposition au Royal Opera House en 1940, beaucoup de ses œuvres sont achetées par les institutions juives locales et le Musée de Kaunas, avant d'être confisquées par les Nazis.

## Emprisonnement pendant l'Holocauste
Alors qu'elle réside à Kaunas pendant l'occupation allemande de la Lituanie, Lurie est expulsée vers le ghetto de Kovno, avec sa sœur et son neveu. Le Judenrat du ghetto apprend son talent de dessinatrice et s'arrange pour qu'elle crée des représentations réalistes de la vie dans le ghetto, au lieu du travail forcé,. Elle réunit alors autour d'elle plusieurs autres artistes, dont Josef Schlesinger, Jacob Lifschitz et Ben Zion Schmidt. Sous ordre des Allemands, elle peint des portraits ainsi que des reproductions de chefs-d'œuvre.

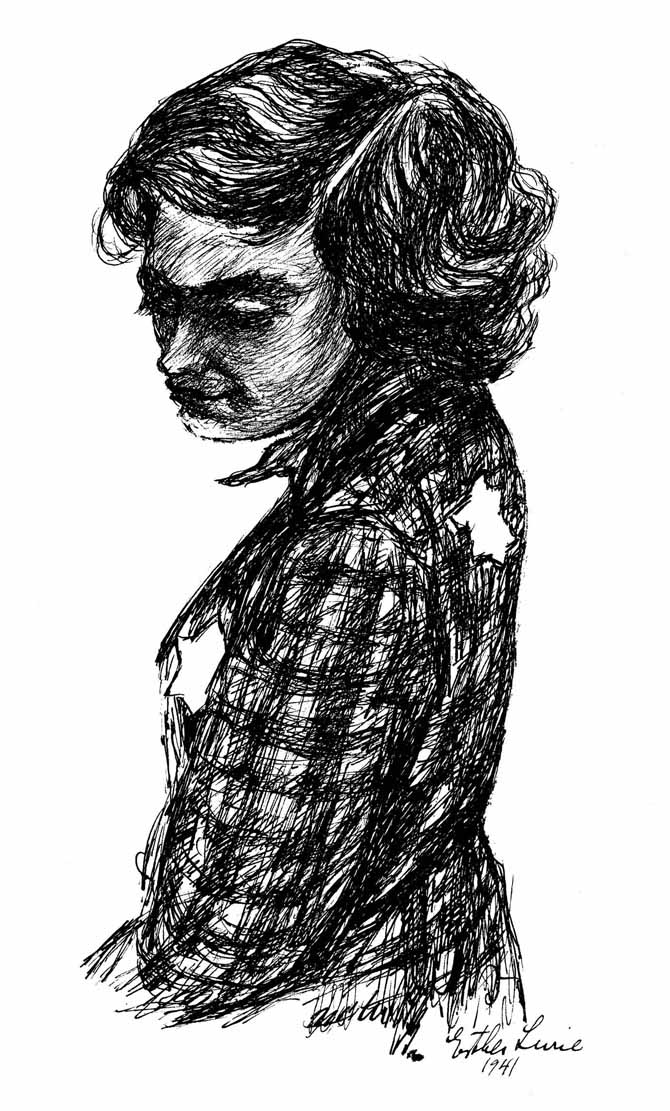
Jeune femme à l'étoile jaune, v. 1941-1943

Après avoir reçu une autorisation spéciale pour dessiner dans l'atelier de poterie, Lurie demande aux potiers juifs de préparer des pots en céramique qu'elle pourrait utiliser pour sécuriser ses œuvres. Elle a l'idée d'utiliser les pots pour enterrer plus de 200 œuvres d'art dessinées clandestinement sous la maison de sa sœur en 1943,,.
Lorsque le ghetto est liquidé en juillet 1944, elle est déportée au camp de concentration de Stutthof puis au camp de Leibitsch où elle poursuit son travail de documentation sur la vie dans les camps,. Elle dessine sur de fins bouts de papier ou du bois, utilisant des crayons ou morceaux de charbon, et à l'occasion de l'encre. Des femmes lui demandent de dessiner secrètement leurs portraits en échange de tranches de pain,. Elle dépeint également les paysages alentour, scènes paisibles où se déroule pourtant l'horreur. Les atrocités de cette guerre sont ainsi souvent illustrées avec une apparence sereine et ordinaire.
La majorité des 200 œuvres enterrées dans le ghetto de Kovno n'a jamais été retrouvée. Seuls nous sont parvenus onze croquis et aquarelles et vingt photographies de ses œuvres, réalisées au nom du Judenrat du ghetto, cachés dans des caisses enterrées sous terre par Avraham Tory. Lurie a par la suite utilisé ces photographies pour reproduire la plupart de ses autres œuvres de la guerre,.

## Carrière d'après-guerre
Lurie est libérée par l'Armée rouge en janvier 1945. Deux mois plus tard, elle atteint un camp en Italie de soldats juifs de Palestine combattant dans l'armée britannique. Pour les spectacles de chant et de danse militaires du camp, Lurie créé des décors de scène.
Le peintre Menahem Shemi, soldat du camp, organise une exposition de laquelle sera tirée le carnet de croquis Jewesses in Slavery [Juives en esclavage]. Le carnet, publié par le Club des soldats juifs de Rome en 1945, rassemble des reconstitutions des œuvres qu'elle a dessinées au camp de concentration de Leibitsch,. Elle figure ainsi parmi les premières artistes à publier des œuvres représentant ce que le peuple juif a enduré pendant la Shoah, devenant ce qu'elle appelle « un témoin vivant », titre d'un de ses livres.
Lurie retourne en Palestine en juillet 1945. Elle se marie et a deux enfants. Tout en élevant sa famille, elle poursuit sa carrière artistique et expose son travail en Israël et à l'étranger,. En 1946, elle remporte à nouveau le prix Dizengoff avec son croquis Jeune femme au patch jaune, dessiné dans le ghetto de Kovno,.

Lors du procès Eichmann en 1961, et bien qu'elle n'ait pas été tenue de témoigner elle-même au procès, ses croquis et aquarelles documentant la Shoah ont été approuvés par la Cour suprême d'Israël pour leur valeur documentaire et ont fait partie du témoignage. Toutefois, dans une interview avec Maariv à la même période, elle déclare : « Je suis une femme peintre israélienne locale. Il est temps que j'arrête d'être l'artiste du ghetto »,

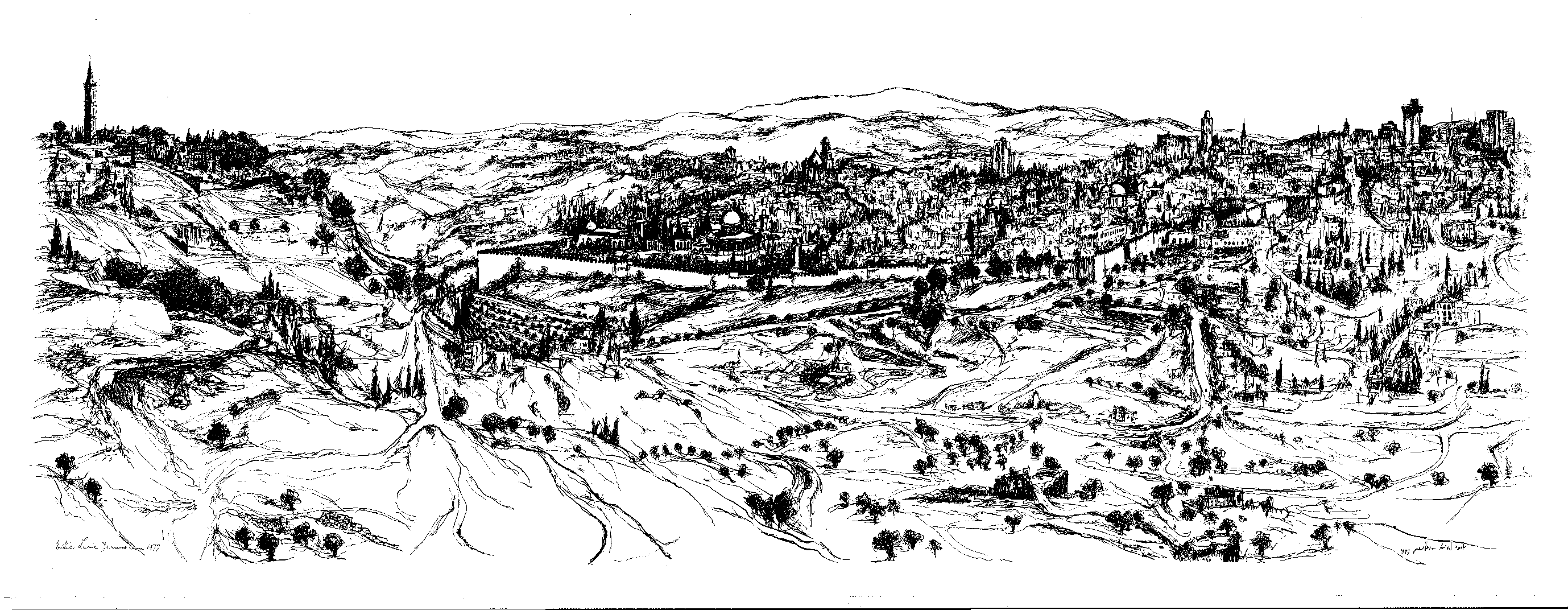
Panorama de Jerusalem, 1977

Après la guerre des Six Jours de 1967 et la guerre du Yom Kippour en 1973, son travail s'est principalement concentré sur la représentation de paysages, en particulier autour de Jérusalem, bien que résidant toujours à Tel Aviv.
Elle est décédée à Tel Aviv, en Israël, en 1998. Lurie a fait don d'une grande partie de son travail de l'époque de l'Holocauste à la Ghetto Fighters' House et le Yad Vashem en Israël, deux mémoriaux de l'Holocauste.